# Simon le Pathétique
Simon le Pathétique est un roman de Jean Giraudoux publié en 1918 aux éditions Grasset.

## Historique du roman
Le livre est retenu par l'académie Goncourt en 1918 avec Kœnigsmark de Pierre Benoit, Civilisation de Georges Duhamel et Les Silences du colonel Bramble d'André Maurois pour la sélection au prix Goncourt, sans toutefois obtenir de voix lors du vote final ayant couronné Duhamel.

## Éditions
- Simon le Pathétique, éditions Grasset, 1918.
- Simon le Pathétique, ill. (pointes-sèches) d'Hermine David, éditions Henri Jonquières, Paris, 1927.